# H. P. Lovecraft. Contre le monde, contre la vie
H. P. Lovecraft. Contre le monde, contre la vie  est un essai de Michel Houellebecq publié par Michel Bulteau en 1991 aux Éditions du Rocher dans la coll. « Les Infréquentables ».
Cet ouvrage constitue une étude personnelle sur l’œuvre de l'écrivain américain Howard Phillips Lovecraft. En 2005, le livre est réédité avec une préface de Stephen King, rédigée en 2004 pour la traduction anglaise.
Dans cet essai, Houellebecq s'intéresse particulièrement à l'hostilité de Lovecraft pour le monde moderne et la vie en général, de même qu'à son racisme qui est au cœur de son imaginaire de la peur. Il effectue un parallèle entre l'étrangeté de l'œuvre et celle de l'auteur lui-même.

## Éditions
- H. P. Lovecraft. Contre le monde, contre la vie, Monaco ; Paris, Éditions du Rocher, « Les Infréquentables », 1991, 135 p.  (ISBN 2-268-01085-6)
  - Nouvelle édition, Monaco ; Paris, Éditions du Rocher, « Les Infréquentables », 1999, 133 p.  (ISBN 2-268-03182-9)
  - Paris, Éditions J'ai lu (#5386), « Document », 1999, 153 p.  (ISBN 2-290-05386-4)
  - avec une introduction de Stephen King traduite de l'anglais par Philippe Mikriammos, Monaco ; Paris, Éditions du Rocher, « Les Infréquentables », 2005, 133 p.  (ISBN 2-268-05548-5)